# CR181 (Luxemburg)
De CR181 (Chemin Repris 181) is een verkeersroute in Luxemburg tussen Bertrange (N5 E44) en Bereldange (N7). De route heeft een lengte van ongeveer 11 kilometer.

## Routeverloop
De route begint in het zuidoosten van de plaats Bertrange aan de N5 E44 en gaat in noordwestelijke richting naar het centrum van Betrange toe. Hier sluit zij aan op de N35. De route gaat gezamenlijk met de N35 over het treinstation Bertrange-Strassen en de daarbij behorende spoorlijn Luxemburg - Kleinbettingen, waarna de weg uitkomt op de rotonde met de N34. Hier eindigt de N35 en gaat de CR181 zelfstandig verder naar het noorden door de plaats Strassen. Voordat de CR181 de toeritten van de snelweg A6 E25 bereikt verlaat het de plaats Strassen. Vanaf de N5 tot dit punt ligt de route volledig binnen bebouwd gebied. Rond de toeritten van de A6 E25 ligt de route tussen de open velden. Hierna gaat de CR181 door de bossen en buigt geleidelijk af naar het oosten, naar de plaats Bridel. Na Bridel gaat de route verder naar het oosten door de bossen. Na de rotonde met de CR215 daalt de weg over ongeveer 1,5 kilometer met gemiddeld 10%, waarbij pieken tot 15% zitten. In Bereldange sluit de route vervolgens aan op de N7.
Ten westen van Bridel is de weg voor een stukje ingericht als 1+2 rijstroken, waarbij de twee rijstroken in de richting van Strassen zijn. De rest van de route bevat 2 rijstroken voor beide richtingen samen.

## Plaatsen langs de CR181
- Bertrange
- Strassen
- Bridel
- Bürgerkreuz
- Bereldange

CR101 ·
CR102 ·
CR103 ·
CR104 ·
CR105 ·
CR106 ·
CR107 ·
CR108 ·
CR109 ·
CR110 ·
CR111 ·
CR112 ·
CR113 ·
CR114 ·
CR115 ·
CR116 ·
CR117 ·
CR118 ·
CR119 ·
CR120 ·
CR121 ·
CR122 ·
CR123 ·
CR124 ·
CR125 ·
CR126 ·
CR127 ·
CR128 ·
CR129 ·
CR130 ·
CR131 ·
CR132 ·
CR133 ·
CR134 ·
CR135 ·
CR136 ·
CR137 ·
CR138 ·
CR139 ·
CR140 ·
CR141 ·
CR142 ·
CR143 ·
CR144 ·
CR145 ·
CR146 ·
CR147 ·
CR148 ·
CR149 ·
CR150 ·
CR151 ·
CR152 ·
CR153 ·
CR154 ·
CR155 ·
CR156 ·
CR157 ·
CR158 ·
CR159 ·
CR160 ·
CR161 ·
CR162 ·
CR163 ·
CR164 ·
CR165 ·
CR166 ·
CR167 ·
CR168 ·
CR169 ·
CR170 ·
CR171 ·
CR172 ·
CR173 ·
CR174 ·
CR175 ·
CR176 ·
CR177 ·
CR178 ·
CR179 ·
CR180 ·
CR181 ·
CR182 ·
CR183 ·
CR184 ·
CR185 ·
CR186 ·
CR187 ·
CR188 ·
CR189 ·
CR190
CR200 ·
CR201 ·
CR202 ·
CR203 ·
CR204 ·
CR205 ·
CR206 ·
CR207 ·
CR208 ·
CR210 ·
CR211 ·
CR212 ·
CR213 ·
CR215 ·
CR216 ·
CR217 ·
CR218 ·
CR219 ·
CR220 ·
CR221 ·
CR222 ·
CR223 ·
CR224 ·
CR225 ·
CR226 ·
CR227 ·
CR228 ·
CR229 ·
CR230 ·
CR231 ·
CR232 ·
CR233 ·
CR234
CR301 ·
CR302 ·
CR303 ·
CR304 ·
CR305 ·
CR306 ·
CR307 ·
CR308 ·
CR309 ·
CR310 ·
CR311 ·
CR312 ·
CR313 ·
CR314 ·
CR315 ·
CR316 ·
CR317 ·
CR318 ·
CR319 ·
CR320 ·
CR321 ·
CR322 ·
CR323 ·
CR324 ·
CR325 ·
CR326 ·
CR327 ·
CR328 ·
CR329 ·
CR330 ·
CR331 ·
CR332 ·
CR333 ·
CR334 ·
CR335 ·
CR336 ·
CR337 ·
CR338 ·
CR339 ·
CR340 ·
CR341 ·
CR342 ·
CR343 ·
CR344 ·
CR345 ·
CR346 ·
CR347 ·
CR348 ·
CR349 ·
CR350 ·
CR351 ·
CR352 ·
CR353 ·
CR354 ·
CR355 ·
CR356 ·
CR357 ·
CR358 ·
CR359 ·
CR360 ·
CR361 ·
CR362 ·
CR364 ·
CR365 ·
CR366 ·
CR367 ·
CR368 ·
CR369 ·
CR370 ·
CR371 ·
CR372 ·
CR373 ·
CR374 ·
CR375 ·
CR376 ·
CR377 ·
CR378 ·
CR379
Routes die cursief vermeld staan, zijn voormalige routes.